# Лудакрис
Лу́дакрис (англ. Ludacris, /ˈluːdəkrɪs/), наст. имя Кристофер Брайан Бриджес (англ. Christopher Brian Bridges, род. 11 сентября 1977) — американский рэпер и актёр. Наряду с участниками дуэта OutKast, Ludacris стал одним из первых и наиболее влиятельных исполнителей в жанре южный рэп. За свою карьеру выпустил 8 альбомов, из которых наиболее известными стали Release Therapy (2006) и Theater of the Mind (2008), последний альбом вышел в марте 2015 года. Также Крис снялся в ряде фильмов, в том числе «Столкновение» (2004) и «Геймер» (2009), но наиболее известен в качестве актёра стал благодаря роли Теджа Паркера в серии фильмов «Форсаж».

## Музыкальная карьера

### Начало карьеры
Он работал как редактор радио под псевдонимом DJ Chris Lova Lova в Атланте на хип-хоп станции Hot 97.5. В настоящее время находится на волне 107,9. Потом его заметил продюсер / рэпер Timbaland.

### Back For The First Time(2000)
Ludacris выпустил свой главный дебютный альбом, Back For The First Time, в октябре 2000 года. Альбом достиг четвёртой позиции в чартах, и имел большой успех. Ludacris оставил свой след в индустрии синглами, такими как «Southern Hospitality» и «What's Your Fantasy». Участие в альбоме принимали I-20, Lil Fate, Shawnna, Pastor Troy, Timbaland, Trina, Foxy Brown, UGK, и другие. Ludacris заявил в интервью на MTV в хип-хоп программе Direct Effect, что он выбрал свой сценический псевдоним на основании того что он хотел вставить в псевдоним своё имя Крис.

### Word of Mouf(2001)
Ludacris оперативно завершил создание своего следующего альбома, Word of Mouf, и выпустили его в конце 2001 года. Видеоклип на сингл «Rollout (My Business)», был номинирован на VMA 2002. В альбоме присутствуют такие песни: «Saturday (Oooh Oooh!)» с Sleepy Brown, «Move Bitch» с Mystikal и I-20, и «Area Codes» с Nate Dogg.

### Chicken-n-Beer(2003)
Весной 2003 года Ludacris вернулся на музыкальную сцену после короткого перерыва с новым синглом «Act a Fool» из саундтрека к фильму «Двойной форсаж». Примерно в то же время он выпустил ещё один альбом Chicken-n-Beer, получившим, как обычно, лишь ограниченную часть радиоэфира. Участие в альбоме принимали Playaz Circle, Chingy, Snoop Dogg, 8Ball & MJG, Lil 'Flip, I-20, Lil Fate, и Shawnna.
Осенью 2003 года Ludacris выпустил новый сингл «Stand Up», который появился на обложке альбома Chicken-n-Beer. Попав на первое место в Billboard Hot 100, клип и музыка получили высокую ротацию на городских радиостанциях, а также на MTV, MTV2 и BET. К Ludacris’у были предъявлен иск группой из Нью-Джерси IOF, они утверждали, что «Stand Up» похож на одну из их песен, но в июне 2006 года суд присяжных признал, что песня не нарушает авторские права. «Я надеюсь, что 15 минутами славы они остались довольны», — сказал Ludacris после вынесения приговора.
Следующий сингл «Splash Waterfalls» был выпущен в начале 2004 года. Он получил успех на городском радио. На эту песню был снят самый сексуальный видеоклип. Ludacris тем не менее выпустил R&B-ремикс этой песни с Raphael Saadiq. Ludacris получил свою первую «Грэмми» вместе с Usher’ом и Lil Jon’ом благодаря песне «Yeah!». Следующим синглом Ludacris выпустил «Blow It Out».

### The Red Light District(2004)
Ludacris принял более серьёзный подход к своему четвёртому альбому The Red Light District. Ludacris снял клип на сингл «Get Back», в котором он был как Халк, которого раздражали средства массовой информации и предупредил критиков оставить его в покое. Он впервые появился на Saturday Night Live в качестве специально приглашенного гостя. Исполнители принимавшие участие в альбоме Nas, DJ Quik, DMX, Trick Daddy, Sleepy Brown и новичок Хип-хоп индустрии Bobby Valentino. Альбом дебютировал на первой строчке Billboard Charts.

### Release Therapy(2006)
Release Therapy был помещён на девятое место самых долгожданных альбомов 2006 года. Альбом был выпущен 26 сентября 2006 года. Ludacris решил сделать двухсторонний компакт-диск : на одной стороне Release на другой Therapy. В Альбоме принимали участие Pharrell, R. Kelly, Young Jeezy и другие. Первый сингл «Money Maker», который вместе с Pharrell’ом, был выпущен 17 июля 2006 года в США."Money Maker" достиг первого места на «BET». Его второй сингл, «Grew Up a Screw Up», с Young Jeezy этим похвастать не мог. Его третий сингл «Runaway Love», вскоре взлетел на номер один в Billboard Rap в США. Его альбом затем достиг первого места в Billboard 200 чартах с объёмом продаж 309 000 за первую неделю. С выходом этого альбома, Ludacris сделал изменения со своим музыкальным стилем. Новый альбом собирает в себе черты беззаботного настроения его предыдущих альбомов, и представляется темная сторона.

### Theater of the Mind(2008)
Theater of the Mind вышел 24 ноября 2008 года, а в апреле 2008 года, сингл «Stay Together» появился на xxlmag.com; предположительно из нового альбома. В интервью журналу Complex Magazine Ludacris заявил, что в альбоме присутствуют Chris Brown, Lil Wayne, Rick Ross, T.I., Plies, Common, T-Pain, Jay-Z, Nas и The Game.В альбоме попал T.I. с синглом «Wish You Would» . Альбом дебютировал под номером пять на Billboard 200 с 213493 проданных за первую неделю копий. Альбом был выпущен в тот же день, как и Канье Уэст 808s & Heartbreak, который взял первое место. Его первый сингл «What Them Girls Like», с Chris Brown и Sean Garrett, был # 33 в Billboard 100. Его второй сингл, «One More Drink», с T-Pain, на # 24 в Billboard 100. Третий официальный сингл является «Nasty Girl», с Plies.

## Личная жизнь
У Ludacris есть две дочери от прошлых отношений: Шайла Скотт (род. 1996) и Карма Кристин Бриджес (род. 10 августа 2001).
С 2009 года встречается с габонской моделью Eudoxie. Несмотря на отношения с Eudoxie, имеет дочь Кай Белла Бриджес (род. 9 декабря 2013) от его давней подруги Тамики Фуллер. 26 декабря 2014 года Ludacris и Eudoxie обручились в Коста-Рике. Бракосочетание прошло позднее в тот же день. У супругов две дочери — Кэйденс Гаэлль Бриджес (род. 4 июля 2015) и Чэнс Ояли Бриджес (род. 28 июля 2021).

## Дискография
| Альбомы - Back for the First Time (2000) - Word of Mouf (2001) - Chicken-n-Beer (2003) - The Red Light District (2004) - Release Therapy (2006) - Theater of the Mind (2008) - Battle of the Sexes (2010) - Ludaversal (2015) | Совместные альбомы - Golden Grain (2002) - Ludacris Presents: Disturbing tha Peace (2005) |

## Фильмография
| Год       |    | Русское название                    | Оригинальное название             | Роль               |
| --------- | -- | ----------------------------------- | --------------------------------- | ------------------ |
| 1995      | в  | —                                   | Eyes on Hip Hop                   | рэпер              |
| 2001      | ф  | Мойка                               | The Wash                          | клиент             |
| 2003      | ки | —                                   | Def Jam Vendetta                  | в роли самого себя |
| 2003      | ф  | Двойной форсаж                      | 2 Fast 2 Furious                  | Тедж Паркер        |
| 2003      | в  | —                                   | Sex & the Studio 2                | н/д                |
| 2004      | ф  | Столкновение                        | Crash                             | Энтони             |
| 2004      | ки | —                                   | Def Jam: Fight for NY             | в роли самого себя |
| 2005      | мф | Дамский угодник                     | Lil’ Pimp                         | Уэзерс             |
| 2005      | ф  | Суета и движение                    | Hustle and Flow                   | Скинни Блэк        |
| 2005      | с  | Ив                                  | Eve                               | Руфус              |
| 2006      | ки | —                                   | NBA Ballers: Phenom               | в роли самого себя |
| 2006—2007 | с  | Закон и порядок: Специальный корпус | Law & Order: Special Victims Unit | Дариус Паркер      |
| 2007      | мс | Симпсоны                            | The Simpsons                      | в роли самого себя |
| 2007      | ф  | Фред Клаус, брат Санты              | Fred Claus                        | DJ Донни           |
| 2008      | ф  | Играть по-честному                  | Ball Don’t Lie                    | Джулиус            |
| 2008      | ф  | Рок-н-рольщик                       | RocknRolla                        | Мики               |
| 2008      | ф  | Макс Пэйн                           | Max Payne                         | Джим Бравура       |
| 2009      | ф  | Геймер                              | Gamer                             | брат «Людей Зед»   |
| 2011      | ф  | Больше чем секс                     | No Strings Attached               | Уоллас             |
| 2011      | ф  | Форсаж 5                            | Fast Five                         | Тедж Паркер        |
| 2011      | ф  | Игра в атаке                        | Breakaway                         | в роли самого себя |
| 2011      | ф  | Старый Новый год                    | New Year’s Eve                    | Брендан            |
| 2013      | ф  | Форсаж 6                            | Fast & Furious 6                  | Тедж Паркер        |
| 2014      | с  | Быть Мэри Джейн                     | Being Mary Jane                   | Терренс Портер     |
| 2015      | ф  | Форсаж 7                            | Furious 7                         | Тедж Паркер        |
| 2015      | с  | Империя                             | Empire                            | офицер Макнайт     |
| 2015      | тф | День благодарения                   | Jim Henson’s Turkey Hollow        | рассказчик         |
| 2017      | ф  | Форсаж 8                            | The Fate of the Furious           | Тедж Паркер        |
| 2017      | мс | Доктор Плюшева                      | Doc McStuffins                    | Гас                |
| 2018      | ф  | Езда                                | Ride                              | Элдридж Бултдженс  |
| 2018      | ф  | Псы под прикрытием                  | Show Dogs                         | Макс               |
| 2020      | ф  | Джон Генри                          | John Henry                        | Хелл               |
| 2020      | с  | —                                   | Will from Home                    | н/д                |
| 2021      | ф  | Форсаж 9                            | F9                                | Тедж Паркер        |
| 2023      | ф  | Форсаж 10                           | Fast X                            | Тедж Паркер        |